# Strand Bookstore
The Strand Bookstore es una librería independiente ubicada en 828 Broadway, en la esquina de East 12th Street en el vecindario East Village de Manhattan, Nueva York, dos cuadras al sur de Union Square. Además de la ubicación principal, hay otra tienda en Upper West Side en Columbus Ave entre las calles 81 y 82, así como quioscos en Central Park y Times Square. El lema de la compañía es "18 millas de libros", como se muestra en sus calcomanías, camisetas y otros productos. En 2016, The New York Times llamó a The Strand "el rey indiscutible de las librerías independientes de la ciudad".

## Descripción
The Strand es una empresa familiar con más de 230 empleados. Muchos artistas notables de la ciudad de Nueva York han trabajado en la tienda, incluidos músicos de rock de la década de 1970: Patti Smith (quien afirmó que no le gustó la experiencia porque "no fue muy amigable") y Tom Verlaine, a quien le gustaban los carritos de libros con descuento que estaban afuera de la tienda. Otros empleados famosos incluyen a Richard Hell, Neil Winokur, Adam Bellow, Sam Shephard, Mary Gaitskill, Burt Britton, Luc Sante, Marvin Mondlin, Ken Schles y Thomas Weatherly Jr.
The Strand ha tenido una fuerza laboral sindicalizada durante más de 35 años. El 5 de abril de 2012, los trabajadores sindicalizados de la tienda rechazaron un nuevo contrato; el 15 de junio de 2012, los trabajadores ratificaron un nuevo contrato.
Además de la tienda principal y el quiosco de Central Park, una ubicación adicional llamada "Strand Book Annex" abrió en la década de 1980 y originalmente estaba ubicada en Front Street en el complejo South Street Seaport. Se mudó en 1996 a Fulton y Gold Streets en el distrito financiero, pero finalmente cerró el 22 de septiembre de 2008 debido a aumentos de alquiler. En 2013 se inauguró una sucursal en el distrito de Flatiron y en 2016 se inauguró un quiosco de verano en Times Square. En 2020, la apertura planificada de The Strand de su ubicación en Upper West Side se pospuso debido a la pandemia de COVID-19.

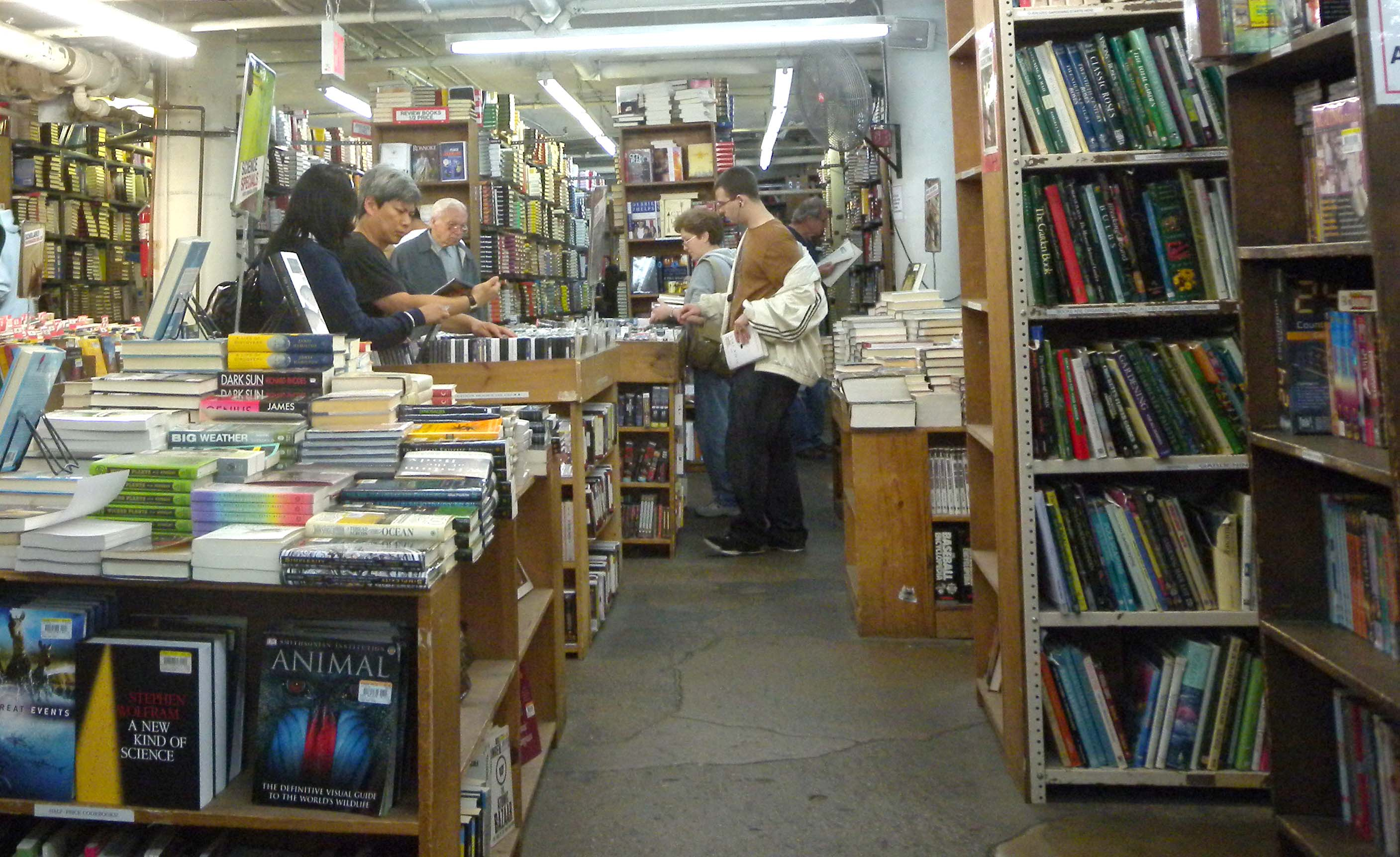
El sótano de The Strand tiene su colección de copias de reseñas de libros publicados recientemente.

En 2005, la tienda principal se sometió a una importante renovación y expansión, con la incorporación de un ascensor, aire acondicionado y una reorganización de los pisos para facilitar la navegación de los compradores. También comenzó a vender libros nuevos con descuento y productos que no son libros.
La librería tenía 70 000 libros en sus primeros años, que aumentaron a mediados de la década de 1960 a 500 000. En la década de 1990 tenía 2,5 millones de libros, lo que requirió el alquiler de un almacén en Sunset Park, Brooklyn. En ese momento, el libro más antiguo a la venta en el Strand era una edición de Magna Moralia, que tenía un precio de 4 500 dólares. El libro más caro es una copia de James Joyce 's Ulises en 38 000 dólares. Si bien la tienda continúa con el lema "18 millas de libros", ahora alberga más de "23 millas" de libros.

## Historia
Benjamin Bass era un emigrante de Lituania que llegó a Estados Unidos cuando tenía 17 años. Trabajó como mensajero, vendedor y trabajador de la construcción del metro antes de encontrarse con el distrito de libros usados en la Cuarta Avenida entre Astor Place y Union Square. Su primera librería fue Pelican Book Shop en Eighth Street, cerca de Greene Street. Sin embargo, la tienda no fue un éxito, y Bass abrió el Strand (llamado así por la calle de Londres) en 1927 con 300 dólares en sus propios ahorros y 300 que pidió prestados; Al principio, durmió en un catre en la tienda. La nueva tienda pudo sobrevivir a la Depresión mediante el uso de la extensa red de contactos de Bass. Además, su casero era el último miembro de la famosa familia Stuyvesant de la ciudad, y llevó la tienda a través de los años de escasez en los que Bass no podía pagar el alquiler; Posteriormente, Bass pagó la deuda y acordó un programa de aumentos de alquiler voluntarios durante los controles de alquiler que se instituyeron con la Segunda Guerra Mundial. Después de que terminaron los controles de alquiler, los intereses de Stuyvesant duplicaron los alquileres en sus otras propiedades, pero no en el Strand. 

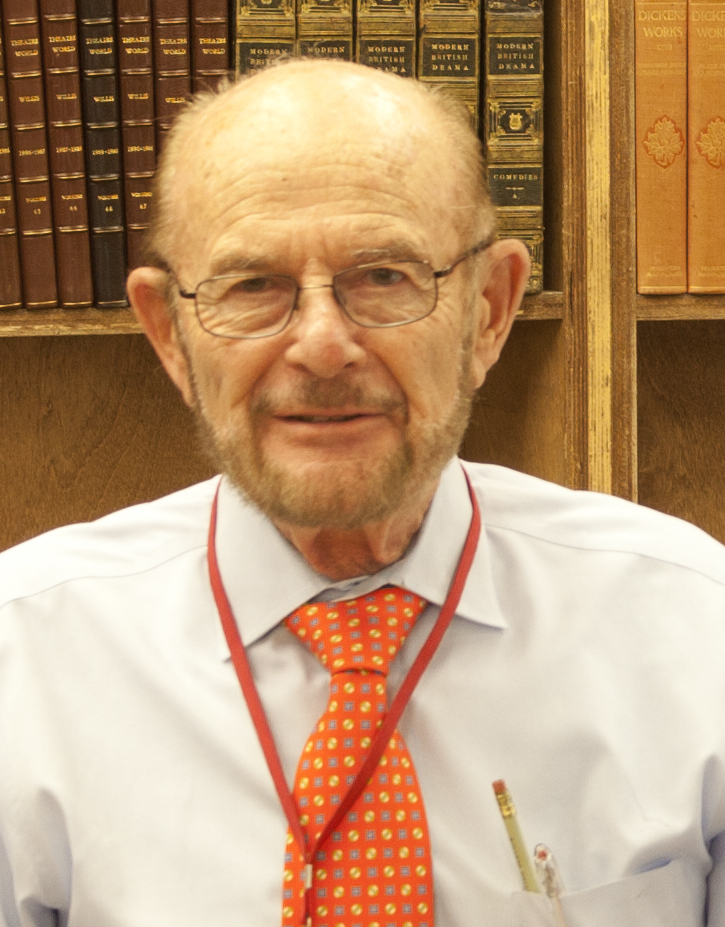
Fred Bass en 2013

The Strand estaba entonces ubicado en Fourth Avenue, que en ese momento tenía 48 librerías, en lo que se conocía como "Book Row", que se estableció ya en 1890. Estos comenzaron a desaparecer alrededor de la década de 1930 debido a la Gran Depresión y nuevamente en la década de 1950, debido al aumento de los alquileres.
Benjamin Bass murió en 1978.
El hijo de Bass, que empezó a trabajar en la tienda los fines de semana cuando tenía 13 años, se hizo cargo del negocio en 1956 y al año siguiente trasladó la tienda a la ubicación actual en la esquina de East 12th Street y Broadway. La tienda se expandió a todo el primer piso del edificio y luego a los primeros tres pisos en la década de 1970. En 1996, Bass compró el edificio en East 12th Street y Broadway por 8,2 millones de dólares, momento en el que Strand era la librería usada más grande del mundo. La tienda ocupa ahora tres pisos y medio, con otro piso y medio para oficinas.
Strand también tiene dos quioscos, uno en Times Square y otro en Central Park, y tiene una ubicación emergente en el mercado Artists & Fleas en Soho. También participan en los mercados navideños de temporada en Union Square, Bryant Park y Columbus Circle.
La hija de Bass, Nancy Bass Wyden, la actual propietaria del Strand, comenzó a ayudar en la tienda a los 6 años, afilando lápices para el personal. A los 16, comenzó a recibir solicitudes telefónicas, a trabajar en la caja registradora y a administrar los quioscos de Central Park de la tienda. Después de recibir su MBA de la Universidad de Wisconsin y trabajar brevemente para Exxon, regresó a la ciudad de Nueva York para trabajar para su padre en The Strand. Wyden se unió oficialmente a The Strand como gerente en 1986. Ella estableció el departamento Books by the Foot de la tienda, curando colecciones de libros personalizados y bibliotecas privadas. Encabezó importantes renovaciones y ampliaciones de la tienda en 2005, y supervisó el lanzamiento de la mercancía oficial de libros de The Strand, incluidas camisetas y bolsos, que ahora representan más del 15% de los ingresos de la empresa.
Wyden se convirtió en copropietaria de la tienda tras la jubilación de su padre en noviembre de 2017. Con la muerte de su padre en enero de 2018, ahora es la única propietaria.
Wyden está casada con el senador de los Estados Unidos por Oregón, Ron Wyden, quien conoció durante un viaje a Portland para conoce la librería Powell's Books.

### Lucha contra la designación como lugar emblemático
En diciembre de 2018, la Comisión de Preservación de Monumentos Históricos de la Ciudad de Nueva York celebró una audiencia sobre el tema de la designación de The Strand como un lugar emblemático de la ciudad. La propietaria Nancy Bass Wyden se opuso e hizo una intensa campaña en contra de la designación, citando las barreras regulatorias a las renovaciones propuestas y el aumento de los costos de funcionamiento del negocio como obstáculos para el funcionamiento de su negocio independiente; también contrastó el trato de su tienda con la recepción de Amazon HQ2 en Nueva York, diciendo "No estoy pidiendo dinero ni una devolución de impuestos, simplemente déjame en paz". La comisión votó para marcar el edificio el 11 de junio, afirmando que había "perdido muy pocos edificios" por mala administración. Se puede apelar el hito en el Ayuntamiento de la ciudad de Nueva York.

### Controversias en 2020
En marzo de 2020, el Strand despidió a la mayoría de sus empleados debido a la pandemia de COVID-19, aunque en abril recibió un préstamo del Programa de Protección de Cheques de Pago de entre 1 y 2 millones de dólares destinado a ayudar a mantener 212 puestos de trabajo, de los cuales 188 ya habían sido eliminado. Se restablecieron menos de dos docenas de puestos de trabajo sindicales. En julio de 2020, The Strand despidió a 12 empleados recientemente recontratados
El 15 de julio de 2020, The Strand abrió una nueva ubicación en el Upper West Side, reemplazando a Book Culture.
El 23 de octubre de 2020, Bass Wyden emitió un comunicado en Twitter diciendo que el Strand estaba en peligro de cierre. Este pedido de ayuda, emitido un viernes, generó enormes ventas en los días siguientes, con 25.000 pedidos en línea realizados durante el fin de semana siguiente. Sin embargo, también generó críticas de quienes habían seguido los problemas laborales en curso en la tienda.
Bass Wyden también recibió críticas por comprar 115 000 dólares en acciones de Amazon en abril y mayo, y luego 60 000 a 200 000 de las acciones en junio, después de haber caracterizado previamente a la compañía como una amenaza para la supervivencia de Strand.

## En la cultura popular
- The Strand ha aparecido en películas como Six Degrees of Separation, Julie & Julia y Remember Me, protagonizada por Robert Pattinson, quien interpretó a un empleado de Strand.[40]
- La tienda y la propietaria, Nancy Bass Wyden, aparecieron en el documental de 2020 The Booksellers, que narra el comercio de libros antiguos.[41]